# Overschild (waterschap)
Overschild of Overschildjerpolder is een voormalig waterschap in de provincie Groningen.
Het waterschap was gelegen rond het dorp Overschild. De noordwest grens lag bij het Eemskanaal, de noordoostgrens 300 m westelijk van de weg de Graauwedijk en 1 km oostelijk van de Meerweg, de zuidgrens lag bij het Schildmeer en het Afwateringskanaal van Duurswold, de westgrens verliep grillig van het Slochterdiep tot het punt waar de Woltersumer Ae bij het Eemskanaal komt. De polder behoorde vanouds tot het Slochterzijlvest, maar waterde uit in de boezem van het Woldzijlvest. Vanaf 1871 viel het onder het waterschap Duurswold.
De polder had drie molens, waarvan twee uitsloegen op het Schildmeer en een op de bovenloop van het Afwateringskanaal van Duurswold (Schildmaar). De eerste poldermolen of Schildjermolen werd gebouwd in 1815 door de participanten van de Schildjerpolder. Hij werd vernieuwd in 1855 en stond sindsdien bekend als 'Sebastopol'; hij werd gesloopt in 1931. Twee kleine molentjes werden door de bouw van deze molen overbodig. Naast de Sebastopol verrees vóór 1857 een tweede molen. Een derde molen - de 'Blauwe Molen' of 'Delfshaven' - verrees in 1872 aan het Schildmaar, nadat een stoompompmolen uit 1868 was teruggezonden naar de fabrikant. Deze molen werd in 1948 vervangen door een elektrisch gemaal en in 1955 gesloopt. 
Door de aanleg van het Eemskanaal werd de Hoeksmeersterpolder in tweeën geknipt. Het zuidelijke deel werd op 20 mei 1868 een zelfstandig waterschap met de naam Zuider Hoeksmeersterpolder. Dit besluit werd echter in augustus 1870 ingetrokken, de gronden werden toegevoegd aan de Overschildjerpolder. In 1901 werd de naam van het schap gewijzigd in Overschild.
In 1915 ontstond door een fusie met het waterschap Tetjehornderpolder het nieuwe waterschap Overschild-Tetjehorn. Waterstaatkundig gezien ligt het gebied sinds 2000 binnen dat van het waterschap Hunze en Aa's.